# Kushida Tamizō

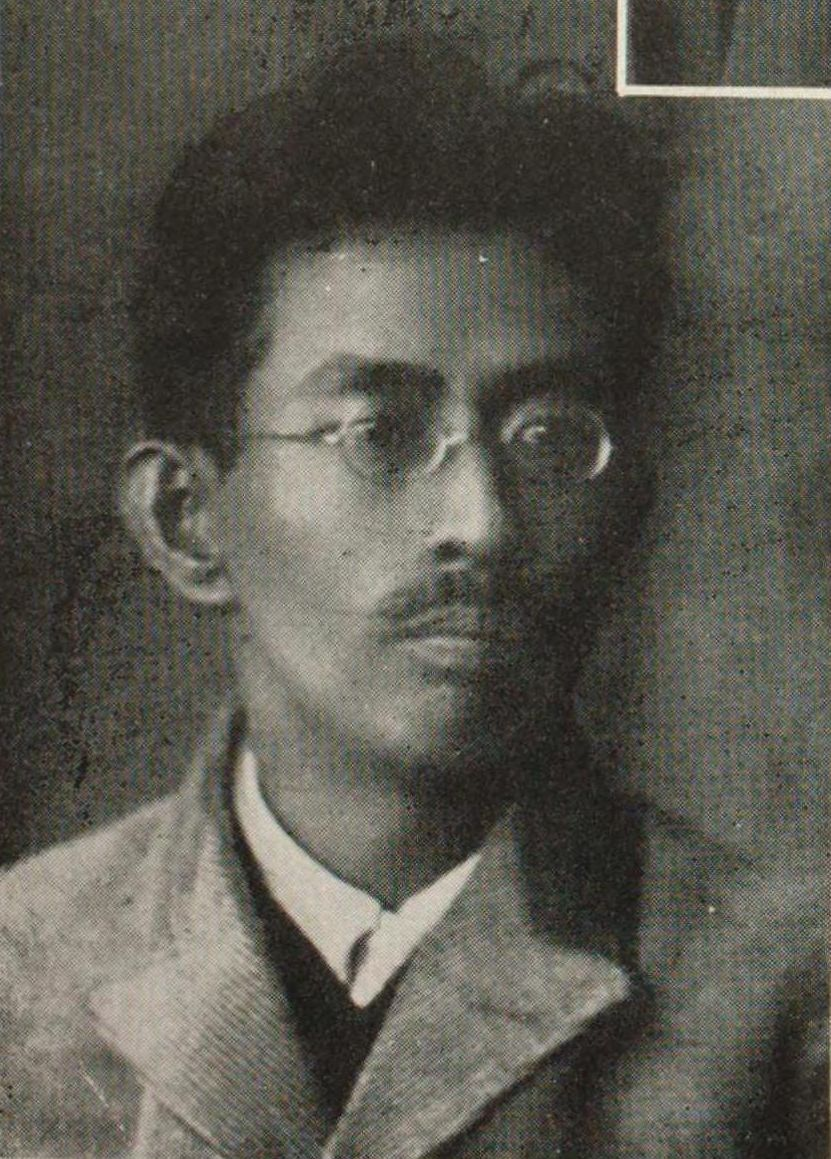
Kushida Tamizō

Kushida Tamizō (japanisch 櫛田 民藏; geboren 16. November 1885 in der Präfektur  Fukushima; gestorben 5. November 1934 in Tokio) war ein japanischer Wirtschaftswissenschaftler.

## Leben und Wirken
Kushida Tamizō besuchte die „Tōkyō School of Foreign Languages“ (東京外国語学校, Tōkyō gaikokugo gakkō). Danach studierte er Wirtschaftswissenschaften unter Kawakami Hajime (1879–1946) an der Universität Kyōto und bildete sich an der Graduierten-Schule der Universität Tokio weiter, wo der Statistiker Takano Iwasaburō (1871–1949) einer seiner Lehrer war.
Ab 1917 begann Kushida für die Zeitung „Ōsaka Asahi Shimbun“ zu arbeiten. Dort traf er auf Ōyama Ikuo und Hasegawa Nyozekan, zwei der führenden liberalen Journalisten jener Tage. Nachdem er von 1918 bis 1920 als Dekan der Juristischen Fakultät der Dōshisha-Universität gewirkt hatte, ging der zur Weiterbildung nach Deutschland, wo er sich ausführlich mit dem Marxismus beschäftigte.
Nach seiner Rückkehr 1922 ging er nach Tokio zurück unterrichtete an der Universität Tokio Wirtschaftswissenschaft. Er trat im Zusammenhang mit dem Morito-Zwischenfall schon bald zurück und schloss sich dem gerade gegründeten „Ōhara Institute of Social Research“ (大原社会問題研究所, Ōhara shakai mondai kenkyūjo) an.
Kushida war ein Theoretiker, der eigene Ansichten entwickelte und die führenden Wirtschaftswissenschaftler der 1920er Jahre kritisierte, darunter Koizumi Shinzō und seinen eigenen Lehrer Kawakami. Er unterstützte die „Rōnō-ha“ (労農派), eine marxistischen Bewegung, die  auf historische Analysen basierte.
Takano, Ōuchi Hyōei und andere gaben 1935 Kushidas Schriften in fünf Bänden „Kushida Tamizō zenshū“ (櫛田民藏 全集) heraus.
Verheiratet war Kushida mit Kushida Fuki (櫛田 ふき; 1899–2001), die sich für die Gleichberechtigung der Frauen einsetzte.